# Francesco Amodio
Francesco Amodio (Maiori, 4 ottobre 1914 – Amalfi, 20 agosto 1992) è stato un politico e avvocato italiano.
Laureato in giurisprudenza, venne eletto deputato al Parlamento Italiano dal 1958 al 1976 nelle liste della Democrazia Cristiana per 4 legislature.
Prima di assumere gli incarichi parlamentari, Amodio ricoprì la carica di sindaco del comune di Amalfi e fu uno dei promotori per l'istituzione della Regata delle Antiche Repubbliche Marinare. A lui è stato intitolato il largo antistante l'ingresso del palazzo comunale della città costiera.

## Biografia
Nato a Maiori il 4 ottobre 1914 da famiglia facoltosa, aveva ricevuto un'educazione severa e una salda formazione cristiana frequentando il ginnasio e il liceo alla Badia benedettina di Cava de' Tirreni.
Giovane avvocato, era stato, nell'immediato dopoguerra, tra i fondatori della Democrazia Cristiana nella provincia di Salerno, insieme con Girolamo Bottiglieri, Carlo Petrone e altri. 
Eletto deputato nel 1958 per la circoscrizione Benevento-Avellino-Salerno, e riconfermato con largo suffragio nel 1963, 1968, 1972 (terza, quarta, quinta e sesta legislatura), svolse un'intensa attività soprattutto nelle commissioni: in particolare, la X  (Trasporti, Poste, Marina Mercantile: 1958-76), la IV (Giustizia: 1958-59), la II (Interni: 1963-68). 
Fece parte anche, negli anni Sessanta, della Commissione per il parere al governo sulle direttive e sui criteri di ripartizione degli stanziamenti per iniziative turistiche e alberghiere, quindi della Commissione di vigilanza sulle radiodiffusioni (dal 26 settembre 1969), della Commissione parlamentare per le questioni regionali (dal 9 novembre 1970). 
Relatore di bilancio (Marina Mercantile, esercizio 1969/70;  Turismo e Spettacolo, esercizio 1963-64). 
Presentatore di importanti proposte di legge. 
Di rilievo i suoi interventi sulla legge istitutiva del Ministero del Turismo e dello Spettacolo, sulla sistemazione dei bilanci comunali e provinciali, sullo sviluppo di campi di ricreazione per la gioventù e di impianti sportivi, sull'ordinamento delle provvidenze a favore della cinematografia, sulla modifica delle norme del codice della strada, sulla proposta di legge Fortuna: “Casi di scioglimento del matrimonio”. 
Promosse, insieme con Francesco Cacciatore, l'istituzione di una sezione della Corte di Appello a Salerno. 
L'impegno di Francesco Amodio nella vita pubblica era iniziato nel 1946. 
Chiamato alla guida del comune di Amalfi, tenne la carica di sindaco per quindici anni, sempre confortato da un suffragio plebiscitario. Ad una sua felice intuizione si deve,  già negli anni '50, la creazione di una Conferenza dei sindaci della Costiera, col compito di affrontare collegialmente, ed in unità d'intenti, i problemi del territorio. 
Tra gli altri incarichi ricoperti meritano di essere menzionati: vice pretore onorario; presidente delle Aziende di soggiorno e turismo di Amalfi e Ravello; commissario straordinario al Consorzio dei comuni per gli acquedotti del Cilento; consigliere nazionale della Dc (dal 1959 al 1962); componente il consiglio direttivo dell'Associazione italiana per il Consiglio d'Europa; presidente del Consorzio provinciale salernitano di cooperative pescatori e vice presidente del Consorzio regionale campano; presidente della Federazione nazionale delle imprese di pesca (Federpesca).